# Gongora aceras
Gongora aceras là một loài lan.